# Godzimierz (województwo kujawsko-pomorskie)
Godzimierz – wieś w Polsce położona w województwie kujawsko-pomorskim, w powiecie nakielskim, w gminie Szubin.

## Podział administracyjny
W latach 1975–1998 miejscowość administracyjnie należała do województwa bydgoskiego.

## Demografia
W 1969 roku wieś liczyła 187 mieszkańców. Według Narodowego Spisu Powszechnego (III 2011 r.) liczyła 134 mieszkańców. Jest 31. co do wielkości miejscowością gminy Szubin.

## Krótki opis
We wsi w formie szczątkowej zachował się dawny cmentarz niemiecki. W centrum miejscowości stoi duży, murowany budynek, mieszczący kiedyś jednoizbową szkołę nauczania początkowego wraz z zapleczem sanitarnym, boiskiem, szkolnym polem, stawem i plażą oraz mieszkaniem dla nauczyciela i jego rodziny. Dawniej w Godzimierzu istniały rodzinne zakłady, takie jak smolarnia i cegielnia. Wieś zelektryfikowano oraz podłączono do sieci wodociągowej.